# Scomberomorus tritor
Scomberomorus tritor ist ein Fisch aus der Familie der Makrelen und Thunfische, der in der kommerziellen Fischerei bedeutend ist. Verbreitet ist er an der Westküste Afrikas und im westlichen Mittelmeer. Manche Autoren sehen Scomberomorus tritor als ein Synonym von Scomberomorus maculatus.

## Beschreibung
Die erste Rückenflosse besteht aus 15 bis 18 Hartstrahlen, die zweite Rückenflosse aus 16 bis 19 Weichstrahlen. Die Afterflosse hat 17 bis 20 Weichstrahlen. Ober- und unterseits des Schwanzstieles befinden sich sieben bis neun Flössel. Die kleinen, brustständigen Bauchflossen setzen unter den Brustflossen an, die selbst auf der Körpermitte ansetzen. Typisch für die schnell schwimmenden Scombriden ist die große, tief gespaltene Schwanzflosse. Die Flanken sind silbrig, der Rücken metallisch blau. An den Seiten sind mehrere Reihen dunklerer Flecken. Das Seitenlinienorgan verläuft bei dieser Art sehr wellig und unregelmäßig. Eine Schwimmblase fehlt. Scomberomorus tritor erreicht eine Maximallänge von einem Meter.

## Verbreitung, Lebensraum und Biologie
Diese Art ist an der Westküste Afrikas und im Mittelmeer vom südlichen Angola bis nach Tunesien und Spanien verbreitet; auch an der Südküste Frankreichs, um Italien und in der nördlichen Adria kommt Scomberomorus tritor vor. Es handelt sich um einen Gruppenfisch der im Benthal in großen Schulen vorkommt. Er pflanzt sich von Juli bis August fort. Eier und Larven sind pelagisch. Der Raubfisch zeigt eine besondere Vorliebe für den kleinen Heringsartigen Ethmalosa fimbriata.